# 拉克莱西夫林
拉克莱西夫林（法語：La Queue-les-Yvelines，法語發音：[la kø lɛ.z‿ivlin] ⓘ，意为“伊夫林附近的拉克”）是法国伊夫林省的一个市镇，属于朗布依埃区。

## 地理
拉克莱西夫林（48°48'19"N, 1°46'6"E）面积5.77 平方千米，位于法国法蘭西島大區伊夫林省，该省份为法国北部内陆省份，北起瓦兹河谷省，西接厄尔省，西南接厄尔-卢瓦省，东南接埃松省，东临上塞纳省。
与拉克莱西夫林接壤的市镇（或旧市镇、城区）包括：格罗鲁夫尔、布瓦西桑萨瓦尔、加吕、加朗西耶尔。
拉克莱西夫林的时区为UTC+01:00、UTC+02:00（夏令时）。

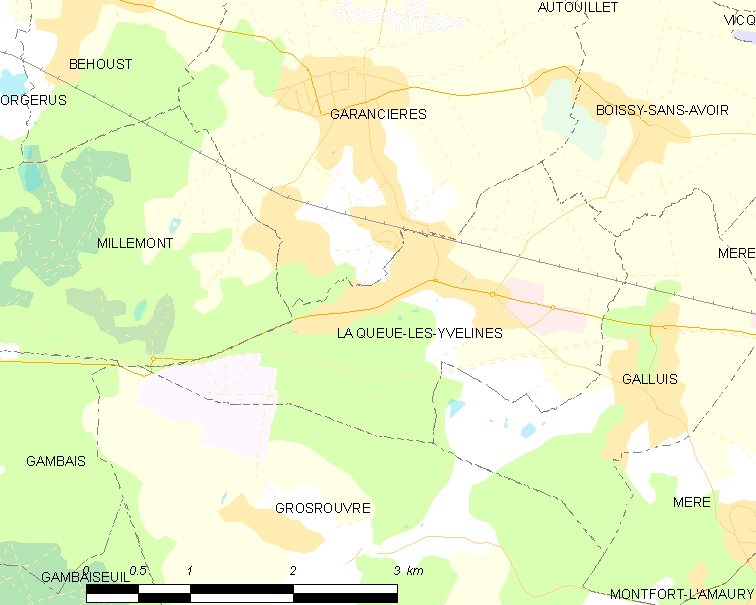
拉克莱西夫林的OSM定位图

## 行政
拉克莱西夫林的邮政编码为78940，INSEE市镇编码为78513。

## 政治
拉克莱西夫林所属的省级选区为欧贝让维尔县。

## 人口

1962-2008年间拉克莱西夫林人口变化图示

拉克莱西夫林于2022年1月1日时的人口数量为2505人。